# Rùa đầu to Shiui
Rùa đầu to Shiui (Danh pháp khoa học: Platysternon megacephalum shiui) là một phân loài của loài rùa đầu to (Platysternon megacephalum) được tìm thấy ở ba nước Đông Dương là Việt Nam, Lào, Campuchia tại Việt Nam, chúng một loài rùa hiếm sống tại các một số vùng núi miền Bắc, miền Trung và Tây Nguyên của Việt Nam.

## Đặc điểm
Phân loài rùa này là một con vật kỳ lạ với cái đầu to quá khổ, đuôi dài như đuôi chuột và cặp hàm như mỏ vẹt, sắc và khỏe như một gọng kìm theo kiểu quái dị đầu voi đuôi chuột. Rùa đầu to sống ở ven suối trong rừng, nơi nước trong và chảy chậm. Ban ngày chúng ẩn dưới các tảng đá hoặc phơi nắng trên bờ suối, chúng đi tìm mồi, chủ yếu là cá và các loài thủy sinh lúc sẩm tối hoặc ban đêm.